# Slappy
Albums de Green Day
39/Smooth
(1990) Sweet Children
(1990)
Slappy est le deuxième EP du groupe punk rock américain Green Day. Il est sorti en 1990. Le nom de l'EP provient du surnom que Jason Andrew Relva, un ami du bassiste Mike Dirnt, avait donné à son chien, Mickey, qui figure d'ailleurs sur la couverture.

## Composition
Why Do You Want Him? a été la première chanson écrite par Billie Joe Armstrong alors qu'il avait quatorze ans. La chanson parle de son aversion pour son beau-père. Le titre 409 In Your Coffe Maker est tiré d'une blague que Billie Joe avait fait sur un professeur. Cette chanson a été ré-enregistrée pour les sessions de Dookie et publiée en tant que face B de la version anglaise du single Basket Case. Knowledge est une reprise de Operation Ivy que Green Day joue encore souvent aujourd'hui en live, invitant des fans sur scène pour jouer la chanson avec eux.

## Rééditions
Les quatre pistes de Slappy ont été incluses sur 1,039/Smoothed Out Slappy Hours, compilation de leurs deux premiers EP et de l'album 39/Smooth sortie en 1991.
Depuis le 24 mars 2009, Slappy (avec 1,000 Hours, leur premier EP) est ajouté sous forme de bonus à la réédition du vinyle de l'album 39/Smooth.

## Liste des titres
Face A
1. Paper Lanterns – 2:23
2. Why Do You Want Him? – 2:30

Face B
1. 409 in Your Coffeemaker – 2:51
2. Knowledge (reprise de Operation Ivy) – 2:18